# Skoki do wody na Letnich Igrzyskach Olimpijskich 1912 – skoki standardowe z wieży mężczyzn
Skoki standardowe z wieży mężczyzn były jedną z konkurencji skokowych rozgrywanych podczas V Igrzysk Olimpijskich w Sztokholmie. Zawody zostały rozegrane 6 i 11 lipca na stadionie pływackim w zatoce Djurgården.
W ramach tej konkurencji zawodnicy musieli oddać określone próby z listy trzynastu skoków:
- jeden skok w przód z biegu z wieży pięciometrowej
- jeden skok w przód ze stania z wieży pięciometrowej
- dwa skoki w przód z biegu z wieży dziesięciometrowej
- jeden skok w przód ze stania z wieży dziesięciometrowej

## Wyniki

### Eliminacje
Po jednym zawodniku z każdej grupy, z najmniejszą liczbą punktów oraz czterej najlepsi zawodnicy z pozostałych miejsc awansowało do finału.
Grupa I
| Miejsce | Zawodnik         | Oceny | Punkty       |
| ------- | ---------------- | ----- | ------------ |
| 1       | Paul Günther     | 8     | 36.1         |
| 2       | Torsten Eriksson | 11    | 35.8         |
| 3       | Tauno Ilmoniemi  | 13    | 35.0         |
| 4       | Alfred Johansson | 14    | 34.7         |
| 5       | Nils Tvedt       | 25    | 31.7         |
| 6       | Elis Holmer      | 31    | 30.2         |
| 7       | Sigvard Andersen | 32    | 28.6         |
| -       | Wiktor Baranow   | -     | Nie ukończył |

Grupa II
| Miejsce | Zawodnik         | Oceny | Punkty |
| ------- | ---------------- | ----- | ------ |
| 1       | John Jansson     | 5     | 38.3   |
| 2       | George Gaidzik   | 13    | 36.2   |
| 3       | George Yvon      | 17    | 35.2   |
| 4       | Gunnar Ekstrand  | 18    | 35.3   |
| 5       | Arthur McAleenan | 20    | 34.9   |
| 6       | Carlo Bonfanti   | 32    | 28.5   |
| 7       | Alfred Engelsen  | 33    | 28.3   |

Grupa III
| Miejsce | Zawodnik          | Oceny | Punkty |
| ------- | ----------------- | ----- | ------ |
| 1       | Hjalmar Johansson | 7     | 40.1   |
| 2       | Toivo Aro         | 10    | 39.4   |
| 3       | Axel Runström     | 15    | 38.3   |
| 4       | Ernst Brandsten   | 19    | 37.7   |
| 5       | Viktor Crondahl   | 22    | 37.0   |
| 6       | Hans Luber        | 27    | 36.2   |
| 7       | Kurt Behrens      | 31    | 35.1   |
| 8       | John P. Lyons     | 40    | 32.5   |
| 9       | Jens Stefenson    | 44    | 31.2   |

Grupa IV
| Miejsce | Zawodnik         | Oceny | Punkty |
| ------- | ---------------- | ----- | ------ |
| 1       | Erik Adlerz      | 5     | 39.9   |
| 2       | Oskar Wetzell    | 13    | 33.8   |
| 3       | Kalle Kainuvaara | 14    | 33.2   |
| 4       | Albert Nyman     | 21    | 32.0   |
| 5       | Leo Suni         | 22    | 32.1   |
| 6       | Albert Zürner    | 26    | 31.7   |
| 7       | Sven Montan      | 31    | 30.2   |

### Finał
Oceny sędziowskie miały pierwszeństwo. Punkty decydowały o kolejności w przypadku remisu.
| Miejsce | Zawodnik          | Oceny | Punkty       |
| ------- | ----------------- | ----- | ------------ |
| 1       | Erik Adlerz       | 7     | 40.0         |
| 2       | Hjalmar Johansson | 12    | 39.3         |
| 3       | John Jansson      | 12    | 39.1         |
| 4       | Viktor Crondahl   | 22    | 37.1         |
| 5       | Toivo Aro         | 26    | 36.3         |
| 6       | Axel Runström     | 26    | 36.0         |
| 7       | Ernst Brandsten   | 28    | 36.2         |
| -       | Paul Günther      | -     | Nie ukończył |